# Kokuhaku
Kokuhaku (Japans: 告白) is een Japanse psychologische trillerfilm uit 2010. De film is ook bekend onder de alternatieve titel Confessions. De film is geregisseerd door Tetsuya Nakashima en gebaseerd op de debuutroman uit 2008 van acteur Kanae Minato, die in 2009 de Honya Taisho-prijs (Japanse Booksellers Award) won. De hoofdrol wordt vertolkt door Takako Matsu als Yuko, een middelbare schooldocente die probeert de mysterieuze omstandigheden rond de dood van haar dochter te ontrafelen.
De film was een commercieel succes en ontving lovende kritieken. Kokuhaku werd bekroond met de prijs voor Beste Film tijdens de Japan Academy Prize en de 53e Blue Ribbon Award en werd genomineerd voor de shortlist van Beste Buitenlandse Film tijdens de 83ste Oscaruitreiking. De film verscheen op veel lijsten van de beste films van dat jaar.

## Verhaallijn
Wanneer de dochter van een docente op brute wijze wordt vermoord, verdenkt ze twee van haar eigen leerlingen van het misdrijf. Ze besluit daarop de school te verlaten, maar voordat ze dat doet maakt ze haar klas duidelijk dat ze wraak zal nemen. Een serie aan nieuwe bekentenissen volgt met schokkende gevolgen.

## Rolverdeling
| Acteur            | Personage              |
| ----------------- | ---------------------- |
| Takako Matsu      | Yuko Moriguchi         |
| Yoshino Kimura    | Yuko Shimomura         |
| Masaki Okada      | Yoshiteru Terada       |
| Yukito Nishii     | Shuya Watanabe         |
| Kaoru Fujiwara    | Naoki Shimomura        |
| Ai Hashimoto      | Mizuki Kitahara        |
| Hirofumi Arai     | Shuya's vader          |
| Makiya Yamaguchi  | Masayoshi Sakuranomiya |
| Ikuyo Kuroda      | Shuya's moeder         |
| Mana Ashida       | Manami Moriguchi       |
| Kinuwo Yamada     | Miyuko                 |
| Tsutomu Takahashi | Mr. Tokura             |
| Naoki Ichii       | Hoshino                |
| Kai Inowaki       | Takahiro               |